# حفيظ الله أمين
حفيظ الله أمين (1 أغسطس 1929 - 27 ديسمبر 1979)، كان سياسيًا أفغانيًا وأحد رجالات الدولة إبان الحرب الباردة. ولد أمين في باغمان وتلقى تعليمه في جامعة كابول، وبعد ذلك بدأ حياته المهنية مُدَرِسًا. وبعد قضاء بضع سنوات في هذه الوظيفة، ذهب إلى الولايات المتحدة لتلقي العلم. وكان ينوي أن يزور الولايات المتحدة للمرة الثانية قبل الانتقال بشكل دائم إلى أفغانستان، وبدء مسيرته في السياسة الراديكالية. وترشح في الانتخابات البرلمانية 1965 لكنه فشل في الحصول على مقعد. وكان أمين العضو الوحيد المنتمي للمجلس الديمقراطي الأفغانستاني الذي يترشح في الانتخابات البرلمانية عام 1969، وبالتالي علت مكانته داخل الحزب. وكان واحدًا من المنظمين الرئيسيين لثورة ساور، التي أطاحت بحكومة محمد داود خان.
وقد اتسمت فترة رئاسته القصيرة بنشوب الخلافات منذ بدايتها وحتى نهايتها. وتولى السلطة بإصدار أمر بقتل سلفه نور محمد تراقي. وأثناء حكمه، وتفاقم التمرد على الحكم الشيوعي الذي كان قد بدأ في حكم تراقي، وأصبح مشكلة لم تتمكن حكومته من حلها. وتدخل الاتحاد السوفياتي، الذي زعم أن أمين كان عميلًا لوكالة الاستخبارات المركزية، في أفغانستان باسم معاهدة صداقة العشرين عام بين أفغانستان والاتحاد السوفياتي. واغتال السوفييت أمين في ديسمبر 1979 في إطار عملية العاصفة 333، بعد أن حكم البلاد لمدة تزيد قليلًا عن ثلاثة أشهر.

## النشأة ووظيفته
ولد حفيظ الله أمين لعائلة غيلزاي البشتون في باغمان في 1آب/ أغسطس 1929. وتُوفي والده وهو موظف حكومي، عندما كان أمين صغيرًا. وبفضل شقيقه عبد الله، الذي عمل مُدرسًا بإحدى المدارس الابتدائية، تمكن حفيظ الله من الالتحاق بالمدرسة الابتدائية والثانوية، مما ممكنه من الالتحاق بجامعة كابول.و بعد أن درس الرياضيات فيها، وتخرج أيضًا في كلية دار المعلمين في كابول، وأصبح ُمدرسًا. وبعد ذلك شغل أمين منصب نائب مدير مدرسة كلية دار المعلمين، ومن ثم عُين مدير المدرسة الثانوية المرموقة أفيسينا.وفي عام 1957 غادر أفغانستان ليلتحق بجامعة كولومبيا في مدينة نيويورك، حيث حصل على درجة الماجستير في التدريس. وفي كولومبيا أصبح أمين ينجذب إلى الماركسية، وفي عام 1958 أصبح عضوًا في نادي الاشتراكية المتقدمة في الجامعة. وعندما عاد إلى أفغانستان، عمل مدرسًا في جامعة كابول، وبعد ذلك، وللمرة الثانية، مديرًا لمدرسة أفيسينا العليا. وخلال هذه الفترة تعرف أمين على نور محمد تراقي، الذي كان شيوعيًا. وفي هذا الوقت، ترك أمين منصب مدير مدرسة أفيسينا، ليشغل منصب مدير كلية دار المعلمين.
ويُزعم أن أمين أصبح راديكاليًا خلال زيارته الثانية للولايات المتحدة في عام 1962، عندما التحق بمفريق عمل ودراسة في جامعة ويسكونسن. درس أمين في برنامج الدكتوراة في كلية المعلمين بجامعة كولومبيا، ولكنه بدأ يهمل دراسته ويتجه إلى العمل بالسياسة. وفي عام 1963 أصبح رئيس اتحاد الطلاب«الأفغان» في الكلية. وعندما عاد إلى أفغانستان في منتصف ستينات القرن العشرين، ومن أفغانستان ذهب إلى موسكو. وهناك، التقى أمين بالسفير الأفغاني بالاتحاد السوفياتي، صديقه القديم علي أحمد بوبال، وهو الوزير الأفغاني السابق للتربية والتعليم. وخلال زيارته القصيرة، أصبح أمين أكثر تطرفًا. ويعتقد البعض ومنهم على سبيل المثال نبيل مصداق، أن أمين لم يسافر إلى موسكو، ولكن إلى ألمانيا الغربية ولبنان. وقبل أن يعود إلى أفغانستان، كان حزب الشعب الديمقراطي الشيوعي لأفغانستان (حزب الشعب الديمقراطي الأفغاني) قد عقد بالفعل المؤتمر التأسيسي، وذلك في عام 1965. شارك أمين في الانتخابات البرلمانية بصفته مُرَشح حزب الشعب الديمقراطي الأفغاني، وخسر بفارق أقل من خمسين صوتًا، وذلك عام 1965.
وفي عام 1966، عندما توسعت اللجنة المركزية لحزب الشعب الديمقراطي الأفغاني، انتُخب أمين كعضو غير مصوت، وفي ربيع عام 1967 حصل على العضوية الكاملة. وزادت مكانة أمين في حزب الشعب الديمقراطي الأفغاني عندما كان العضو الوحيد بالحزب، المُرَشح في الانتخابات البرلمانية عام 1969. وعندما انقسم حزب الشعب الديمقراطي الأفغاني على أسس حزبية في عام 1967، بين أتباع الشعب الديمقراطي الأفغاني بقيادة نور والبرجمايتس بقيادة بابراك كرمل، انضم أمين إلى أتباع الشعب الديمقراطي الأفغاني. وبصفته عضوًا في البرلمان، حاول أمين كسب دعم الشعب البشتوني بالقوات المسلحة. واستنادًا إلى السيرة التي كُتِبَت عن أمين، قيل إنه استغل عضويته في البرلمان لمحاربة الإمبريالية والإقطاعية، والنزعات الرجعية، وقاتل ضد النظام الملكي«الفاسد». وذكر أمين نفسه أنه استفاد من عضويته في البرلمان لمواصلة نضال الطبقات ضد البرجوازية. وتدهورت العلاقات بين أتباع نور وأتباع الكرمل خلال هذه الفترة. ولم يتعاون أمين، عضو حزب الشعب الديمقراطي الأفغاني الوحيد، وبابراك الكرمل، عضو البرشم الوحيد في البرلمان، مع بعضها البعض. وتذكر أمين ذلك بمرارة، خلال الفترة القصيرة التي قضاها في الحكم. وبعد إلقاء القبض على عضوي حزب الشعب الديمقراطي الأفغاني، داستاجر بانجيري وصالح محمد زياري، أصبح أمين عضوًا بالحزب القيادي، وكان لا يزال عضوًا بارزًا بالحزب عند موعد إطلاق سراحهم في عام.

## عهد محمد داود خان
ومنذ عام 1973 حتى توحيد حزب الشعب الديمقراطي الأفغاني في عام 1977، كان أمين الثاني بعد تراقي في المحكمة الخاصة العراقية لحزب الشعب الديمقراطي الأفغاني. وعندما كان يحكم حزب الشعب الديمقراطي الأفغاني، كان يصف علاقة أمين بتراقي بعلاقة التليمذ بمعلمه. وكان تصوير الموقف مُضللًا؛ فكانت علاقتهما مبنية على أساس العمل فقط. فكان تراقي بحاجة إلى«المهارات التكتيكية والاستراتيجية»، وكانت دوافع أمين هي الأكثر غموضًا، ولكنه عادة ما كان يتصور أنه يتصل بتراقي من أجل حماية موقفه. وجذب أمين خلال مسيرته العديد من الأعداء، وأبرزهم الكرمل. ووفقًا للرواية الرسمية للأحداث، حمى تراقي حفيظ الله أمين من أعضاء الحزب أو غيرهم ممن أراد إلحاق الضرر بحزب الشعب الديمقراطي الأفغاني وبالبلاد.
عندما أطاح محمد داود خان بالنظام الملكي، وأسس جمهورية أفغانستان، عرضت المحكمة الخاصة العراقية لحزب الشعب الديمقراطي الأفغاني دعمها للنظام الجديد، إذا أسس جبهة وطنية تضم حزب الشعب الديمقراطي الأفغاني الخالقى نفسه. وكان حزب الشعب الديمقراطي الأفغاني البارشمي قد أسس بالفعل تحالفًا مع داود في بداية حكمه، ودعا الكرمل لانحلال حزب الشعب الديمقراطي الأفغاني الخالقي. وأدت دعوة الكرمل لانحلال الحزب، فقط إلى سوء العلاقات بين الطرفين، ومع ذلك، كانت تراقي وأمين رابحين؛ فتحالف الكرمل قد يلحق ضررًا بالمكانة التي يحتلها الحزب البرشمي في السياسة الأفغانية. وأحس بعض الشيوعيين في القوات المسلحة بخيبة أمل مع حكومة داود، فاتجهوا إلى حزب الشعب الديمقراطي الأفغاني الخالقي بسبب استقلاله الواضح. وأدى تحالف الحزب البرشمي مع حكومة داود بشكل غير مباشر إلى انقلاب حزب الشعب الديمقراطي الأفغاني بقيادة داود عام 1978، ذلك الانقلاب المعروف شعبيًا باسم ثورة ساور. ومنذ عام 1973 حتى انقلاب عام 1978، كان أمين مسؤولًا عن تنظيم العمل الحزبي في القوات المسلحة الأفغانية. واستنادًا إلى الرواية الرسمية، التقى أمين «بضباط الاتصال الوطنيين في النهار أو الليل، في الصحراء أو الجبال، في الحقول أو الغابات، وكان يبصرهم على أساس المبادئ الأيديولوجية للطبقة العاملة». ويكمن نجاح أمين في تجنيد ضباط الجيش في حقيقة أن داود«خان اليسار» بعد وقت قصير من توليه السلطة. وعندما بدأ أمين تجنيد الضباط العسكريين لحزب الشعب الديمقراطي الأفغاني، لم يكن من الصعب عليه أن يجد ضباط الجيش الساخطين. وفي هذه الأثناء، تدهورت العلاقات بين أنصار حزب الشعب الديمقراطي الأفغاني الخالقي والبرشمي. وفي عام 1973 تردد أن اللواء ضياء محمد زاي، وهو برشمي ورئيس الحرس الجمهوري، خطط لاغتيال القيادة الخالقية بأكملها. وإن كانت الخطة حقيقية، فإنها فشلت بسبب علم القيادة الخالقية بها.
وقد ثبت أن محاولة الاغتيال كانت ضربة أخرى للعلاقات بين البرشم والخلق. وأنكر البرشمة أنهم خططوا في أي وقت مضى لاغتيال القيادة الخالقية، ولكن المؤرخ بيفرلي ذكرأن الأنشطة اللاحقة لكرمل تعطي مصداقية لعرض الخالقيين للأحداث. وبسبب محاولة الاغتيال التي خطط لها البرشم، ضغط أمين على حزب الشعب الديمقراطي الأفغاني الخلقي للاستيلاء على السلطة في عام 1976 بالإطاحة بحكم داود. وصوتت أغلبية قيادة حزب الشعب الديمقراطي الأفغاني ضد هذه الخطوة. وفي العام التالي، 1977، حدثت تسوية رسمية بين الخلق والبرشم، وأصبح حزب الشعب الديمقراطي الأفغاني حزبًا موحدًا. وأصبح البرشم والخلق اللذان كانت لهما أمنات عامة منفصلة، ولجان مركزية وهياكل تنظيمية الأخرى، موحدَين رسميًا في صيف عام 1977. وكان أحد أسباب توحيد الحزب هو أن الحركة الشيوعية العالمية، ممثلة في الحزب الشيوعي الهندي، والحزب الشيوعي العراقي والحزب الشيوعي الأسترالي، دعت إلى توحيد الحزب.

### ثورة ساور
وفي 18 أبريل 1978، قتل المنظر الأيديولوجي لحركة البرشم، مير كبر خبير، وكان يُعتَقد أن حكومة داواد هي التي اغتالته. ومهد اغتيال خيبر لسلسلة من الأحداث التي أدت إلى تولي حزب الشعب الديمقراطي الأفغاني السلطة بعد أحد عشر يومًا، في 27 أبريل/ نيسان. ولم يُقبض على القاتل، ولكن يعتقد أناهيتا راتبزاد، وهو برشمي، أن أمين كان قد أمر باغتيال خيبر. وتطورت جنازة خيبر إلى مظاهرة كبيرة مناهضة للحكومة. وبدأ داود، الذي لم يتمكن من فهم مغزى الأحداث الاعتقالات الجماعية لأعضاء حزب الشعب الديمقراطي الأفغاني بعد مرور سبعة أيام من الجنازة. وكان أمين، الذي نظم الثورة اللاحقة ضد داود، من آخر أعضاء اللجنة المركزية الذن قبضت علهم السلطات. ويمكن اعتبار اعتقاله دليلًا على نقص معلومات النظام؛ فقد كان أمين المنظم الرئيسي للحزب الثوري. وبدا مستوى وعي الحكومة المنخفض واضحًا، عندما أُلقي القبض على تراقي، فقد كان القبض عليه، بمثابة إشارة بدء الثورة. وحينما علم أمين بحدوث ذلك، أصدر أوامره ببدء الثورة في التاسعة صباحًا يوم 27 أبريل/ نيسان. وعلى النقيض من ذلك، فإنه لم يُقبَض على تراقي، ولكنه وُضِعً تحت الإقامة الجبرية. وسمح لابنه عبد الرحمن بحرية التحرك. ونجحت الثورة بفضل الدعم الهائل الذي قدمه الجيش الأفغاني؛ فعلى سبيل المثال، دعم الثورة وزير الدفاع غلام حيدر رسولي، قائد المشاة إسلام واتنجار، ورئيس أركان السلاح الجوي الأفغاني، عبد القادر داجروال.

## حكم حزب الشعب الديمقراطي الأفغاني

### انفصال الخلق والبرشم
وبعد ثورة ساور، عُين تراقي رئيسًا لهيئة رئاسة المجلس الثوري ورئيسًا لمجلس الوزراء، واحتفظ بمنصبه كأمين عام حزب الشعب الديمقراطي الأفغاني. شكل تراقي في البداية الحكومة التي تكونت من كل من الخلق والبرشم،  وأصبح كرمل نائب رئيس المجلس الثوري  في حين أصبح أمين وزير الشؤون الخارجية ونائب رئيس مجلس الوزراء،  وأصبح محمد أسلم نائب رئيس مجلس الوزراء. وتقلد البرشمي عبد القادر داجرول ومحمد رافي منصبي وزير الدفاع الوطني ووزير الأشغال العامة على التوالي. ووفقًا لما ذكره إنجيل رساناياجام، أدى تعيين أمين، وكرمل ووتانجر في منصب نائب رئيس مجلس الوزراء إلى لإنشاء ثلاثة ائتلافات. كان أنصار الخلقي مسؤولين أمام أمين، وكان أنصار البرشم مسؤولين أمام كرمل، وكان ضباط الجيش (الذين كانوا برشم) مسؤولين أمام وتانجر. نشأ الصراع الأول بين الخلق والبرشم عندما أراد الخلق منح عضوية اللجنة المركزية للحزب الشعب الديمقراطي الأفغاني لضباط الجيش الذين شاركوا في ثورة ساور. وتحول أمين، الذي كان يعارض سابقًا تعيين الضباط العسكريين في قيادة حزب الشعب الديمقراطي الأفغاني، إلى الرأي الآخر؛ وأصبح الآن يؤيد ترقيتهم. وصوت مكتب حزب الشعب الديمقراطي الأفغاني السياسي لصالح منح العضوية لضباط الجيش؛ وأخذ المنتصرون (خلق) مقاعد البرشم بانتهازية، مما كان يعني أن البرشم سيقودون التيار الثوري، ولكنهم لم يشاركوا فعليًا في الثورة. ولجعل الأمور أسوأ بالنسبة للبرشم، كان مصطلح برشم، بالنسبة لتراقي يعني الطائفية.
وفي 27 يونيو/ حزيران عام 1978، بعد ثلاثة أشهر من الثورة، استطاع أمين أن يتغلب على البرشم في اجتماع اللجنة المركزية. قرر الاجتماع أن الخلق لهم الحقوق الاستئثارية لصياغة السياسة وتقريرها، وهي السياسة التي تركت البرشم عاجزين. ونُفِي كرمل، ولكنه كان قادرًا على إنشاء شبكة مع البرشم المتبقيين في الحكومة. وخُطِط لانقلاب للإطاحة بأمين في شهر سبتمبر. وكان أعضاؤه البارزين في أفغانستان، وزير الدفاع، عبد القادر، ورئيس أركان الجيش شابور أحمد زاي. وخُطِط لوقوع الانقلاب يوم 4 سبتمبر، مهرجان عيد، وذلك لأن الجنود والضباط سيكونون خارج الخدمة. وفشلت المؤامرة عندما أبلغ السفير الأفغاني بالهند، القيادة الأفغانية بالخطة. وبدأت عملية التطهير، واستدعاء السفراء البرشم؛ وعاد عدد قليل، وعلى سبيل المثال بقي كرمل ومحمد نجيب الله في البلدان الُمسنَدة إليهما.

### انفصال أمين وتراقي
ثار الشعب الأفغاني ضد حكومة حزب الشعب الديمقراطي الأفغاني عندما أدخلت الحكومة العديد من الإصلاحات الاشتراكية، بما في ذلك الإصلاح الزراعي. وفي أوائل عام 1979، كان خمسة وعشرون من أصل ثمانية وعشرين أقليم أفغانستاني غير آمنين بسبب المقاومة المسلحة ضد الحكومة. وفي يوم 29 مارس عام 1979، بدأت انتفاضة هيرات؛ وحولت الانتفاضة الثورة إلى حرب مفتوحة بين المجاهدين والحكومة الأفغانية. وخلال هذه الفترة، أصبح أمين زعيمًا في كابول. وبعد فترة قصيرة، سُحِقَت انتفاضة هيرات، وانعقد المجلس الثوري للتصديق على خطة الخمسية الجديدة، ومعاهدة الصداقة الأفغانية السوفياتية، والتصويت على ما إذا كان سيُنَظيم مجلس الوزراء لتعزيز قوة السلطة التنفيذية (رئيس المجلس الثوري). بينما ذُكِرَ في الرواية الرسمية للأحداث أنه صُوِتَ ديمقراطيًا على جميع القضايا في الاجتماع، وأن المجلس الثوري عقد اجتماعًا آخر في اليوم التالي للتصديق على الخطة الخمسية الجديدة ولمناقشة إعادة تنظيم مجلس الوزراء.
وكان السفير السوفياتي لدى أفغانستان، ألكسندر بوزانفو، قادرًا على إقناع أسلم واتنجار، سيد محمد جولابزو وشيرمان مازدور بالاشتراك في مؤامرة ضد أمين. وضغط هؤلاء الرجال الثلاثة على تراقي، الذي كان يعتقد قبل ذلك أن أمين «كان حقًا» قائدًا عظيمًا، لإقالته من منصبه. وليس معروفًا ما إذا كان أمين قد علم شيءًا عن هذه المؤامرة أم لا، ولكنه بعد إعادة تنظيم مجلس الوزراء تحدث عن عدم رضاه. وفي يوم 26 مارس وافق حزب الشعب الديمقراطي الأفغاني والمكتب السياسي ومجلس الوزراء على زيادة صلاحيات السلطة التنفيذية، وإنشاء مجلس الدفاع الوطني الأعلى (HHDC) لمعالجة المسائل الأمنية. واعتبر كثير من محللي اليوم أن تعيين أمين برئاسة مجلس الوزراء أدى إلى زيادة صلاحياته على حساب تراقي. ومع ذلك، فإن إعادة تنظيم مجلس الوزراء وتعزيز موقف تراقي برئاسة المجلس الثوري، قد قلل من سلطة رئيس مجلس الوزراء. وكان رئيس المجلس الثوري، يعين رئيس مجلس الوزراء، لتعزيز السلطة التنفيذية. وفي حين أن أمين كان يتمكن من تعيين الوزراء الجدد وعزلهم، وقال إنه يكون في حاجة إلى موافقة تراقي قبل فعل ذلك. وكانت هناك مشكلة أخرى تواجه أمين وهي أنه في حين أن كان مجلس الوزراء مسؤولًا أمام المجلس الثوري ورئيسه، كان الوزراء منفردين مسؤولين فقط أمام تراقي. وعندما أصبح أمين رئيس مجلس الوزراء، كان مسؤولًا عن التخطيط والمالية وشؤون الميزانية، وإدارة السياسة الخارجية، والأمن والنظام. تولى مسؤوليات النظام والأمن مجلس الدفاع الوطني الأعلى، الذي ترأسه تراقي. وحين شغل أمين منصب نائب مجلس رئيس مجلس الدفاع الوطني الأعلى ، كان معظم أعضاء المجلس ضده. على سبيل المثال، شملت عضوية المجلس ، وزير الدفاع الوطني واتنجار، ووزير الداخلية مازدور، ورئيس الشؤون السياسية للقوات المسلحة محمد إقبال، ورئيس هيئة الأركان العامة، محمد يعقوب، وقائد سلاح الجو الأفغاني نزار محمد، ورئيس الشرطة السرية الأفغانية وأسد الله سرواري.
وكان ترتيب الأسبقية قد طُبِقَ في مؤسسات الدولة ، حيث كان تراقي مسؤولًا عن الدفاع وكان أمين مسؤولًا عن مساعدة تراقي في المسائل الدفاعية ذات الصلة. وصوبت فكرة دمقرطة عملية صنع القرار ضربة أخرى على أمين، حيث سمحت للأعضاء بالمساهمة في اتخاذ القرارات، وكان معظمهم ضد أمين. وواجه أمين مشكلة أخرى وهي أن نائب رئيس إدارة المجلس الثوري الشعبي لم تكن له وظائف أو سلطات محددة، فأضعف تعيين وزير الدفاع الجديد الذي عارضه من سيطرته على وزارة الدفاع الوطني كثيرًا. وكانت إعادة تشكيل الوزراء بمثابة ضربة أخرى، حيث فقد أمين السيطرة على وزارة الدفاع، ووزارة الداخلية. ولكن احتفظ أمين بوجود حلفاء بالمناصب العليا، شغل الكثير منهم مراكزًا إستراتيجية، على سبيل المثال، كان يعقوب صهره، وكان ورئيس الأمن في وزارة الداخلية، هو سيد داوودتارون، الذي عُين فيما بعد في المجلس الثوري الشعبي، وكان ذلك في أبريل/نيسان. ونجح أمين في تعيين اثنين من أقرب حلفائه في مناصب هامة؛ فعين محمد صديق الإميار وزيرًا للتخطيط وعَين خيال محمد كاتوزاي وزيرًا للإعلام والثقافة؛ وعُين فقير محمد فقير نائب رئيس مجلس الوزراء في أبريل/ نيسان عام 1978. وكان موقف أمين السياسي في خطر، عندما زار أليكسي يبيشيف، رئيس مديرية السياسية الرئيسية في الجيش السوفياتي والبحرية، كابول. والتقى أليكسي شخصيًا بتراقي في 7 نيسان، ولكنه لم يجتمع مع أمين. وأصبح السوفييت قلقيين على نحو متزايد بسبب سيطرة أمين على الجيش الأفغاني. ومع ذلك، تعزز وضع أمين فعليًا عند زيارة أليكسي؛ حيث عُين تارون مساعدًا لتراقي.
وبعد فترة وجيزة، في اجتماعين لمجلس الوزراء، وقد تقرر تعزيز صلاحيات رئيس المجلس الثوري، التنفيذية. وعلى الرغم من أن أمين كان رئيسًا لمجلس الوزراء، ترأس تراقي الاجتماعات بدلًا منه. ولم يُذكر وجود أمين في هذين الاجتماعين على الإطلاق، وكان واضحًا أن تراقي، من خلال منصبه رئيسًا للمجلس الثوري، ترأس مجلس الوزراء أيضًا. وواجه أمين مشكلة أخرى وهي سياسة الحكم المطلق التي اتبعها تراقي؛ حيث حاول حرمان مكتب حزب الشعب الديمقراطي الأفغاني من صلاحياته بوصفه جهازًا يصنع القرار للحزب وللدولة. تدهور الوضع عندما حذر أمين تراقي شخصيًا من أن«هيبة وشعبية القادة بين الناس بعيدة الصلة عن الاعتبارات الشخصية».
جعلت الانقسامات التي حدثت داخل حزب الشعب الديمقراطي الأفغاني منه حزبًا غير مستعد للتعامل مع الأنشطة المضادة للثورة المكثفة في البلاد. حاول أمين كسب تأييد للحكومة الشيوعية يوصف نفسه مسلم متدين. وألقى تراقي وأمين باللوم على بلدان مختلفة لمساعدتها للثورة المضادة؛ فهاجم أمين المملكة المتحدة وهيئة الإذاعة البريطانية(BBC) وقلل من أهمية التدخل الأمريكي والصيني، بينما اتهم تراقي الإمبريالية الأمريكية وإيران وباكستان بدعم الانتفاضة. وأدت انتقادات أمين للمملكة المتحدة والبي بي سي إلى ارتفاع نسبة المعاديين من الريف الأقغاني لبريطانيا. وعلى النقيض من ذلك، رأى تراقي أن أمين«كان عازمًا على عدم وجود أي إشارة معادية» للصين، وللولايات المتحدة أو لحكومات أجنبية أخرى. وكان السلوك الحذر الذي اتخذه أمين مناقضًا لموقف الاتحاد السوفيتي الرسمي بشأن الوضع؛ يبدو، استنادًا إلى ما ذكره بيفرلي ميل، أن القيادة السوفيتية حاولت فرض المواجهة بين أفغانستان وأعدائها. وحاول أمين استرضاء الطوائف الشيعية من خلال اللقاء بقادتهم؛ وعلى الرغم من هذا، دعا أحد أقسام قيادة الشيعة إلى استمرار المقاومة. وبعد ذلك اندلع تمرد في المنطقة التي يسكنها الشيعة في كابول. وكان هذا أول بوادر الاضطرابات في كابول منذ ثورة ساور. وإضافة إلى المشكلات التي تواجهها الحكومة، أصبحت هناك تساؤلات حول قدرة تراقي على القيادة - فقد كان سكيرًا ولم يكن في صحة جيدة. وقد تميز أمين من ناحية أخرى في هذه الفترة بقوة الانضباط الذاتي. وفي صيف عام 1979 بدأ أمين الانفصال عن تراقي. وفي 27 يونيو/ حزيران، أصبح أمين عضوًا في مكتب حزب الشعب الديمقراطي الأفغاني السياسي، الرائد الرسمي لصنع القرار في أفغانستان.

### وصوله إلى السلطة
وفي منتصف يوليو أظهر السوفييت موقفهم الرسمي، كتب برافدا مقالًا عن الوضع في أفغانستان؛ لم يود السوفييت أن يصبح أمين زعيم أفغانستان. أثار هذا أزمة سياسية في أفغانستان، حيث بادر أمين باستخدام سياسة القمع الشديد، والتي أصبحت أحد الأسباب الرئيسية للتدخل السوفياتي في وقت لاحق من ذلك العام. وفي 28 يوليو/تموز، وافق المكتب السياسي لحزب الشعب الديمقراطي الأفغاني، بالتصويت، على اقتراح أمين بخلق قيادة جماعية تصنع القرار الجماعي. وكان هذا ضربة لتراقي؛ أصبح الكثير من أنصاره مؤيدين لأمين ولأعضاء حزب الشعب الديمقراطي الأفغاني. وزار قائد القوات البرية السوفياتية،  إيفان بافلوفسكي، كابول في منتصف أغسطس/ آب لدراسة الوضع في أفغانستان. وقال أمين في خطاب ألقاه بعد بضعة أيام من وصول بافلوفسكي، إنه يرغب في توثيق العلاقات بين أفغانستان وجمهورية الصين الشعبية. وفي الخطاب نفسه، ألمح إلى أنه لديه تحفظات بشأن التدخل السوفيتي في أفغانستان، وشبه المساعدة السوفيتية لأفغانستان بمساعدة فلاديمير لينين للجمهورية السوفياتية الهنغارية في عام 1919. والتقى تراكي، وهو مندوب بالمؤتمر الذي عقدته حركة عدم الانحياز في هافانا، شخصيًا مع وزير الشؤون الخارجية السوفيتي، أندريه غروميكو، لمناقشة الوضع في أفغانستان يوم 9 سبتمبر/ أيلول. ولم يشارك وزير الشؤون الخارجية، شاه والي، الذي كان من مؤيدي أمين، في الاجتماع.واستنادًا إلى ما ذكره بيفرلي«رأى شاه أن هناك مؤامرة تُدبر ضد أمين». وبعد ساعات من عودته إلى كابول يوم 11 سبتمبر، عقد تراكي مجلس الوزراء«ظاهريًا كي يقدم تقريرًا عن مؤتمر قمة هافانا». وبدلًا من إعطاء تقرير عن القمة، حاول تراقي إقالة أمين من رئاسة مجلس الوزراء. وكان هذا سوء تقدير، حيث كان الجميع باستثناء (واتنجار، مازدور، جولبزوي، وسرواري)، مع بقاء أمين رئيسا لمجلس الوزراء.
وسعى تراقي إلى إضعاف سلطة أمين ونفوذه بطلب نقله للخارج للعمل سفيرًا. ورفض أمين الاقتراح الاقتراح، هاتفًا«أنت الذي يجب أن يغادر البلاد! لأن المشروبات الكحولية والشيخوخة أفقدتك صوابك.» وفي اليوم التالي دعي تراقي أمين إلى القصر الرئاسي لتناول الغداء معه ومع عصابته المكونة من أربعة أشخاص. رفض أمين الدعوة، مشيرًا إلى أنه يُفضِل استقالتهم بدلًا من تناول الغداء معه. وأقنع السفير السوفيتي بوزانوف أمين بقبول الدعوة وزيارة القصر الرئاسي مع تارون، ورئيس الشرطة ونواب علي (ضابط مخابرات). وعند وصوله إلى القصر، أطلق مجهولون الرصاص على الزوار. وقُتل تارون، وأًُصيب علي وهرب مع أمين، الذي لم يُصِبه سوء. وبعد فترة وجيزة، عاد أمين إلى القصر مع قوة من ضباط الجيش، اعتقلت تراقي. ومع ذلك، اختفت عصابته المكونة من أربعة، وظل مكان اختبائهم مجهولًا طوال مدة حكم أمين التي كانت 104 يوم. وبعد القبض على تراقي، ناقش أمين تفاصيل الحادث مع ليونيد بريجنيف، وطلب بشكل غير مباشر الحصول على إذن بقتل تراقي. ووافق بريجنيف. وأمر أمين، الذي اعتقد في ذلك الوقت أنه يحظى بدعم السوفييت الكامل، بقتل تراقي. وقدمت وسائل الإعلام الأفغانية تقريرًا يُفيد أن المريض تراقي قد مات، وحذفت أي خبر عن اغتياله.

## الرئاسة

### السياسة المحلية
وبعد سقوط تراقي، انتخب المكتب السياسي بحزب الشعب الديمقراطي الأفغاني، أمين رئيسًا للمجلس الثوري وأمينًا عامًا للجنة المركزية للحزب. وكان انتخاب أمين لمنصب الأمين العام لحزب الشعب الديمقراطي الأفغاني وإزالة تراقي من جميع المشاركات، أمر مُوافق عليه بالإجماع. وكان الأعضاء الوحيدون في مجلس الوزراء الذين استُبدلوا عندما تولى أمين السلطة، هم عصابة الأربعة- ورأى بيفرلي نتيجة لذلك أنه«من الواضح أن أعضاء مجلس الوزراء دعموا أمين». وقد جاءت دلائل تشير إلى أن أمين صعد للسلطة نتيجة سياسة الاعتدال، وكانت هناك محاولات لإقناع الشعب الأفغاني أن النظام لم يكن معاديًا للإسلام. وبدأت حكومة أمين استثمارتها في بناء، وترميم المساجد. ووعدت أيضًا بضمان الحرية الدينية للشعب الأفغاني. ووُزِعَت على الجماعات الدينية نسخ من القرآن الكريم، وبدأ أمين يُشير إلى الله في خطبه. حتى أنه ادعى أن ثورة ساور«قامت كليًا على مبادئ الإسلام». وأثبتت الحملة فشلها، واعتبر العديد من الأفغان أن أمين مسؤولًا عن السلوك الاستبدادي للنظام. وأيدت جمعية العلماء وصول أمين للسلطة رسميًا يوم 20 سبتمبر 1979. وأدى تأييدهم، إلى إعلان رسمي ينص على أن أمين مسلم تقي- وبالتالي اكتسب أمين نقطة في طريقه لمواجهة الدعاية المضادة للثورة التي ادعت النظام الشيوعي نظام إلحادي. كما حاول أمين زيادة شعبيته وسط الجماعات القبلية، وهو إنجاز لم يكن تراقي قادرًا على تحقيقه أو راغبًا فيه. وفي كلمته أمام شيوخ القبائل، دافع أمين عن الطريقة الغربية التي يرتدي ملابسه تماشيًا معها، ونشرت السيرة الرسمية صورًا لأمين بملابس البشتون التقليدية. وخلال فترة حكمه القصيرة، تعهد أمين بإنشاء قيادة جماعية. وعندما أطيح بتراقي، ذكر أمين واعدًا"من الآن فصاعدًا لن تكون هناك حكومة رجل واحد."
وفي محاولة لتهدئة السكان، أصدر أمين قائمة بأسماء 18.000 شخص أُُعدِموا، وألقى باللوم على تراقي. وكان إجمالي عدد المقبوض عليهم خلال عدد عهد تراقي وأمين بين 17.000 إلى 45.000 شخص. ولم يكن أمين محبوبًا في صفوف الأفغان. وخلال فترة حكمه، زادات معارضة الشعب الأفغاني للنظام الشيوعي، وفقدت الحكومة سيطرتها على الريف. وتدهورت أوضاع الجيش الأفغاني، بسبب انخفاض عدد أفراد الجيش الأفغاني من 100,000 في أعقاب ثورة ساور، إلى ما بين 50.000 و 70.000. وكانت هناك مشكلة أخرى أمام أمين وهي تغلغل نفوذ المخابرات السوفياتية في حزب الشعب الديمقراطي الأفغاني، وفي الجيش والبيروقراطية الحكومية. وبينما ازداد موقف أمين في أفغانستان خطورة يومًا بعد يوم، خطط أعداؤه الذين كانوا في المنفى في الاتحاد السوفيتي وفي الكتلة الشرقية للإطاحة به. والتقى بابراك الكرمل، زعيم البرشم، بعدة شخصيات قيادية في الكتلة الشرقية خلال هذه الفترة، وأراد محمد أسلم واتنجار، وسيد محمد جولبزوي وأسد الله سرواري الانتقام من أمين.

### السياسة الخارجية
عندما أصبح أمين الزعيم، حاول تقليل اعتماد أفغانستان على الاتحاد السوفياتي. وليحقق ذلك، سعى إلى إحداث توازن في علاقات أفغانستان مع الاتحاد السوفياتي من خلال تعزيز علاقاتها مع باكستان وإيران. كان السوفييت في حالة من القلق عندما تلقوا تقارير تفيد بأن أمين قد التقى شخصيًا مع قلب الدين حكمتيار، واحد من أبرز المناهضين للشيوعية في أفغانستان. وجعلت سمعته المشوهة وقلة شعبيته بين الأفغان مسألة حصوله على«رعاة جدد خارجيين» أمرًا شديد الصعوبة. وأدى تورط أمين في وفاة السفير الأمريكي في أفغانستان، أدولف دوبس، إلى توتر علاقاته مع الولايات المتحدة. وحاول أمين تحسين العلاقات من خلال إعادة إقامة علاقات، فاجتمع مع ثلاثة أمريكيين يقومون بمهمام مختلفة، وأجرى لقاءًا مع أحد المراسلين الأمريكيين.ولكن هذا لم يحسن من وضع أفغانستان في نظر حكومة الولايات المتحدة. وبعداجتماعه الثالث مع السفير الأمريكي في أفغانستان1979- 1980، بروس أمستوتز، رأى أن أفضل ما ينبغي القيام به هو«الانتظار، في محاولة تجنب المشكلات، والانتظار لرؤية ما سيحدث». وفي أوائل ديسمبر/ كانون الأول عام 1979، اقترحت وزارة الشؤون الخارجية لقاء قمة مشترك بين أمين ورئيس باكستان محمد ضياء الحق. ووافقت الحكومة الباكستانية على إرسال وزير الخارجية الباكستاني، آغا شاهي، إلى كابول لإجراء محادثات. وفي غضون ذلك، واصلت أجهزة الاستخبارات الباكستانية، وشرطتها السرية، تدريب المقاتلين المجاهدين الذين عارضوا النظام الشيوعي.

#### العلاقات الأفغانية-السوفيتية
وخلافًا للاعتقاد الشائع، فإن القيادة السوفيتية برئاسة ليونيد بريجنيف، أليكسي كوسيغين والمكتب السياسي، لم تكن حريصة على إرسال قوات إلى أفغانستان. وكانت اللجنة الخاصة في أفغانستان، والتي تألفت من رئيس الاستخبارات يوري أندروبوف، وزير الشؤون الخارجية، أندريه جروميكو، ووزير الدفاع ديمتري أوستينوف، ورئيس الدائرة الدولية للجنة المركزية، بوريس بونوماريف، هي الأساس الذي استندت إليه قرارات المكتب السياسي السوفييتي. وقد عارض المكتب السياسي خلع تراقي وقتله فيما بعد. واستنادًا إلى ما ذكره الأمين العام للجنة المركزية للحزب الشيوعي بالاتحاد السوفياتي"تطورت الأحداث بسرعة في أفغانستان مما جعل فرص التدخل ضئيلة"، ومهمتنا الآن هي اتخاذ قرارت أخرى، وذلك للحفاظ على مكانتنا في أفغانستان ولتأمين نفوذنا هناك". وعلى الرغم من أن العلاقات الأفغانية السوفيتية تدهورت خلال فترة حكم أمين القصيرة، دعاه السفير السوفياتي في أفغانستان، ألكسندر بوزانوف، إلى زيارة رسمية لموسكو، بسبب رضا القيادة السوفيتية عن حزبه وعن سياسات بناء الدولة التي تبناها. ولم يكن كل شيء مُخطَط له، وتحدث أندروبوف عن" منعطف الأحداث غير المرغوب فيه"الذي يحدث في أفغانستان تحت حكم أمين. وتحدث أيضًا عن التحول السياسي الدائر في أفغانستان؛ كان السوفييت يخشون أن يغير أمين السياسة الخارجية في أفغانستان من الموقف الموالي للاتحاد السوفياتي إلى الموقف المؤيد للولايات المتحدة. وفي منتصف ديسمبر 1979، كونت القيادة السوفيتية تحالفًا مع بابراك كرمل وأسد الله سرواري.
وكما اتضح، انهارات العلاقات بين بوزانوف وأمين. وبدأ أمين بشن حملة لتشويه سمعة بوزانوف. مما أدى إلى محاولة اغتيال أمين، التي شارك فيها بوزانوف. وقد تفاقم الوضع باتهام جهاز المخابرات السوفياتية أمين بتشويه الموقف السوفياتي في أفغانستان: في اللجنة المركزية للحزب الشعب الديمقراطي الأفغاني وفي المجلس الثوري. وأشار جهاز المخابرات أيضًا زيادة تحريض حكومة أمين للشعب الأفغاني ضد السوفييت، وازادات مضايقات السوفييت في ظل حكم أمين. وذكرت مجموعة من كبار السياسيين أنه من الضروري أن تقوم اللجنة المركزية السوفيتية«بكل شيء ممكن» لمنع حدوث تغيير في التوجه السياسي في أفغانستان. ومع ذلك، فإن القيادة السوفيتية لم تدعُ إلى التدخل في هذا الوقت، وبدلاً من ذلك دعت لزيادة نفوذها في قيادة أمين لفضح«نواياه الحقيقة». وأشار المكتب السياسي السوفييتي إلى أمين بأنه«زعيم متعطش للسلطة، اتصف بالوحشية والخيانة». ومن بين خطاياه العديدة، احتجوا على«نفاقه وازدواجيته» عندما تعامل مع الاتحاد السوفياتي، وخلق اتهامات وهمية ضد حزب الشعب الديمقراطي الأفغاني-الأعضاء الذين عارضوه، ووانغمس في سياسة المحسوبية، ومال إلى وجود «سياسة متوازنة» بالنسبة لدول العالم الأول.
وبحلول نهاية أكتوبر، أرادت اللجنة الخاصة في أفغانستان، التي تألفت من أندروبوف، غروميكو، أوستينوف وبونوماريف، أن تنهي فكرة أن الحكومة السوفياتية دعمت حكم أمين وسياسته. وأُصدرت أوامر لرئيس مديرية المخابرات بالقيام بمهمة بشأن الوضوع في أفغانستان، واجتمع عدد من الضباط لتنفيذ هذه المهمة. وجاهد أندروبوف بشدة من أجل التدخل السوفيتي، قائلًا لبريجنيف إن سياسات أمين دمرت قدرات الحكومة العسكرية للتعامل مع الأزمة باستخدام القمع الشامل. وكانت الخطة، وفقًا لما ذكره أندروبوف، هي تجميع قوة صغيرة للتدخل والإطاحة بأمين، على أن يحل محله الكرمل. وأعلن الاتحاد السوفيتي خطته للتدخل في أفغانستان في 12 ديسمبر/ كانون الأول عام 1979، وبدأت القيادة السوفييتية عملية عاصفة-333 (المرحلة الأولى من التدخل) يوم 27ديسمبر/ كانون الأول 1979.

## وفاته
وثق أمين بالاتحاد السوفياتي حتى النهاية، على الرغم من تدهور العلاقات الرسمية. وعندما سلمت المخابرات الأفغانية أمين تقريرًا يفيد أن الاتحاد السوفيتي لن يغزو البلاد ولن يطيح به، ادعى أمين أن للتقرير مهمة إمبريالية. يمكن تفسير رأيه بحقيقة أن الاتحاد السوفييتي، بعد عدة أشهر، استجاب أخيرًا لمطالب أمين وأرسل قوات إلى أفغانستان لتأمين حكومة حزب الشعب الديمقراطي الأفغاني. وخلافًا للاعتقاد الغربي الشائع، كان أمين على علم بقرار الاتحاد السوفيتي بإرسال قوات إلى أفغانستان. والتقى الجنرال توخارينوف، قائد الجيش ال40، مع الماجور جنرال الأفغاني بابازهان، وتحدثا عن تحركات القوات السوفيتية قبل تدخل الجيش السوفياتي. وفي يوم25 ديسمبر/كانون الثاني، أصدر ديمتري أوستينوف أمرًا رسميًا، مشيرًا إلى أن«قوات الجيش ال40 والقوات الجوية ستعبر حدود جمهورية أفغانستان الديمقراطية أرضًا وجوًا خلال 1500 ساعة في 25 ديسمبر.» وكانت هذه بداية رسمية للتدخل السوفياتي في أفغانستان.
وإذ كان يساوره القلق على سلامته، انتقل أمين من القصر الرئاسي، في وسط كابول، إلى قصر تاجبيج، الذي كان في السابق مقرًا للجيش الوسطى الأفغاني. كان القصر هائلًا، بجدران قوية بما يكفي لتحمل نيران المدفعية. ووفقًا لرودريك بريثويت«نُظمت دفاعا هذا القصر بعناية وذكاء». وأُغلِقَت جميع الطرق المؤدية إلى القصر، باستثناء طريق واحد، الذي وضعت فيه الرشاشات الثقيلة والمدفعية للدفاع عن القصر. ولجعل الأمور أسوأ أمام السوفييت، أنشأ الأفغان خط الدفاع الثاني الذي تألف من سبعة مراكز، «كان يحرس كل مركز أربعة حراس مسلحين بالمدافع الرشاشة، والمدافع الهاون، والبنادق الآلية». وكان الحرس الرئاسي الذي تألف من2،500 جندي وثلاثة دبابة T-54 مسؤولًا عن الدفاعات الخارجية للقصر. وظن العديد من القادة السوفييت الذين شاركوا في اغتيال أمين أن خطة مهاجمة القصر خطة«جنونية». وتردد جنود عدة، مخالفين لأوامر القائد يوري دروزدوف والقائد فاسيلي كوليسينك، مُدَعين أنه من الغريب أن يكون أمين متحالفًا  مع الأمريكيين وأن يكون خائنًا لثورة ساور. وعلى الرغم من وجود اعتراضات عديدة، نُفِذَت خطة اغتيال أمين.
وقبل اللجوء إلى قتل أمين بالقوة الغاشمة، كان السوفييت قد حاولوا تسميمه (ولكن قُتِل ابن أخيه بدلًا منه)، وإرسال قناص لقتله وهو في طريقه إلى العمل (ولكن كان ذلك مستحيلًا حي حسن الأفغان من الإجراءات الأمنية). كما أنهم حاولوا أيضًا تسميم أمين قبل ساعات من الهجوم على القصر الرئاسي. وكان أمين قد أمر بإعداد مأدبة غداء لأعضاء الحزب حتى يرون قصره وداستاجير ويحتفلون ابعودة البانجشير من موسكو. وتحسنت الأوضاع بعودة البانجشير؛ تفاخر بأن الشعب السوفيتيي قد عبر بالفعل الحدود، وأنه وغروميكو كانوا دائمًا على اتصال مع بعضهما البعض. وخلال تناول الوجبة، فقد أمين وعدد من ضيوفه الوعي نتيجة لتناولهم السم. ونجا أمين من الموت لحسن حظه، ولكن كان ذلك سوء حظ للسوفييت. وكان عميل المخابرات، ميخائيل تاليبوفا، مسؤولًا عن هذه العملية.
وبدأ الهجوم على القصر بعد فترة وجيزة. وخلال الهجوم كان أمين لا يزال يعتقد أن الاتحاد السوفيتي يناصره، وقال لمعاونه«إن السوفييت سوف يساعدونا». فأجابه القائد بأن السوفييت هم الذين يهاجمونهم؛ فكان رد أمين في البداية هو أن هذا كذب. وفقط بعد أن حاول الاتصال برئيس هيئة الأركان العامة، ولكنه فشل تمتم قائلًا:«فكرت في ذلك. الأمر كله صحيح». وهناك روايات مختلفة عن الطريقة التي قُتِلَ بها أمين، ولكن لم تكن هناك تفاصيل دقيقة مؤكدة. وإما أن يكون أمين قد قُتِلَ قتلوا عن طريق هجوم متعمد أو عن طريق «اندفاع عشوائي لإطلاق النار». وأصيب ابنه بجروح خطيرة وتُوفي بعد وقت قصير. وأصيبت ابنته، ولكنها نجت. وكان جولبزوي، هو الذي أصدر أوامر بقتل أمين، وواتنجار هو من أكد في وقت لاحق خبر وفاته.